# 洛克人大戰
『洛克人大戰（拼音：Luòkèrén Dàzhàn）』とは、2001年10月29日に台湾で発売されたパソコン用コンピュータゲームである。『洛克人』とはカプコンのコンピュータゲーム『ロックマン』の漢字表記である。タイトルの英字表記は "Rockman Strategy"（ロックマンストラテジー）。

## 概要
ロックマンシリーズのキャラクターを使ったウォー・シミュレーションゲーム。ボスキャラクターは、本作オリジナルのものを中心に、既存のシリーズ作品のボスキャラクターも登場する。
ステージマップは、オープニングステージ・12の選択ステージ（4つで1セットとなっており、1セットの選択ステージをすべてクリアすると次の1セットが選択可能となる）・全ての選択ステージクリア後に挑む5ステージ・さらにイベント発生時や特定の条件を満たした時に出現する5ステージの、計23ステージが存在する。

## 登場キャラクター

### メインキャラクター
DRN.001 ロックマン（Rockman）
ラッシュ（Rush）
本作ではプレイヤーキャラクターとして登場。
エディー（Eddie）
本作ではプレイヤーキャラクターとして登場。
ビート（Beat）
本作ではプレイヤーキャラクターとして登場。
ライトット（Rightot）
本作ではプレイヤーキャラクターとして登場。
DRN.000 ブルース（Blues）
条件を満たすとプレイヤーキャラクターとして使用可能。
デューオ（Duo）
条件を満たすとプレイヤーキャラクターとして使用可能。
ファン（Fan）
本作オリジナルキャラクター。漢字表記は「凡」。条件を満たすとプレイヤーキャラクターとして使用可能。
額に太極図があり、またイラストでは護符を手に持っている。
Dr.ライト（Dr.Right）
DRN.002 ロール（Roll）

### ボスキャラクター

#### 選択ステージのボスキャラクター
すべて本作オリジナルのボスキャラクター。ボスの名前は黄道十二星座をモチーフとしている。
アリエス（Aries）
「錬鋼工廠」ステージマップのボス。名前のモチーフはおひつじ座。
タウルス（Taurus）
「海岸攻防」ステージマップのボス。名前のモチーフはおうし座。
ジェミニ（Gemini）
「礦山洞窟」ステージマップのボス。名前のモチーフはふたご座で、身体の左右がそれぞれ男性と女性の姿をしている。
キャンサー（Cancer）
「雲上戰役」ステージマップのボス。名前のモチーフはかに座。
レオ（Leo）
「噴火山口」ステージマップのボス。名前のモチーフはしし座。
ヴァルゴ（Virgo）
「海底都市」ステージマップのボス。名前のモチーフはおとめ座。
リブラ（Libra）
「沙漠風暴」ステージマップのボス。名前のモチーフはてんびん座。
スコーピオ（Scorpio）
「空戰飛船」ステージマップのボス。名前のモチーフはさそり座。
サジタリウス（Sagittarius）
「岩漿地獄」ステージマップのボス。名前のモチーフはいて座で、身体の外見は『ロックマン6』のケンタウロスマンと似たキャラクターをしている。
カプリコーン（Capricorn）
「北極冰海」ステージマップのボス。名前のモチーフはやぎ座。
アクエリアス（Aquarius」
「隕石表面」ステージマップのボス。名前のモチーフはみずがめ座。
ピスケス（Pisces）
「龍捲風内」ステージマップのボス。名前のモチーフはうお座で、身体は哺乳類のイルカがモチーフになっている。

#### その他のボスキャラクター
オリジナルのボスキャラクターは、太陽系の天体をモチーフとしている。
SWN.001 フォルテ（Forte）
「積木空間」ステージマップに登場。
ゴスペル（Gospel）
フォルテとともに「積木空間」ステージマップに登場。
アポロ（Apollo）
「太陽神殿」ステージマップのボス。モチーフは太陽で、背中に日輪を背負っている。
ルナ（Luna）
「月亮神殿」ステージマップのボス。モチーフは三日月。
ワイリーマシンα（Wily Machine α）
「研究所」ステージマップのボス。
ワイリーカプセルα（Wily Capsule α）
最終ステージマップ「次元空間」に登場する最終ボス。

#### ナンバリング作品のボスキャラクター
『ロックマン』～『ロックマン8 メタルヒーローズ』から再登場するボスキャラクター。上記のボスキャラクターの配下や、イベントおよび隠しマップの敵として登場する。
- ファイヤーマン
- フレイムマン
- ヒートマン
- アイスマン
- フロストマン
- フリーズマン
- エレキマン
- スパークマン
- クラウドマン
- ボンバーマン
- ナパームマン
- バーストマン
- カットマン
- メタルマン
- ガッツマン
- ハードマン
- ストーンマン
- バブルマン
- ダイブマン
- アストロマン
- ヤマトマン
- トマホークマン
- ファラオマン
- ナイトマン
- アクアマン
- ソードマン
- スカルマン